# Sara Wennerberg-Reuter
Sara Wennerberg-Reuter (11 de febrero de 1875-29 de marzo de 1959) fue una organista y compositora sueca. Era la sobrina del compositor Gunnar Wennerberg (1817-1901). Su padre, Gunnar Brynolf Wennerberg, era artista.
Sara Wennerberg-Reuter recibió su temprana formación musical en órgano y armonía en Gotemburgo y estudió en el Conservatorio de Estocolmo (1893-1895), graduándose como organista. Luego estudió en Leipzig (1896-1898) con Salomon Jadassohn y Carl Reinecke, y continuó sus estudios de composición y contrapunto (1901-1902) con Max Bruch en Berlín. Fue organista en la Iglesia de Sofía en Estocolmo, desde 1906 hasta 1945.
Sus composiciones, y sobre todo sus cuartetos para voz masculina, se interpretan con frecuencia en la actualidad. Su Himno de pascua, motetes e himnos para coro mixto también fueron parte del repertorio estándar, al igual que Sonata para violín (1904) y algunas de sus piezas para piano.
Compuso una cantata para la consagración de la Iglesia de Sofía en 1906, y otra cantata para la iglesia en 1941. También compuso numerosas cantatas más, así como dos poemas sinfónicos para solistas, coro y orquesta, uno llamado Necken (con un poema de su tío Gunnar Wennerberg) y otro titulado Skogsrået (con texto de Viktor Rydberg) en 1915, que fueron bien recibidos.